# Moskitobärbling
Der Moskitobärbling (Boraras brigittae) oder auch Moskitorasbora genannt, ist ein Süßwasserfisch und gehört zur Gattung Boraras. Er kommt ursprünglich aus den südlichen Teilen Borneos. Den Zusatz brigittae vergab der Autor nach seiner Ehefrau Brigitte, den Namen Moskitobärbling (in der Erstbeschreibung Moskitorasbora, da er die Art als Unterart Rasbora urophthalma brigittae beschrieb) wählte er weil, die Tiere sehr klein sind und die Gruppe um Vogt „außerdem am Wasser fürchterlich von Moskitos zerstochen wurde“.

## Aussehen
Boraras brigittae erreichen in der Regel eine Standardlänge von 1,8 cm, als maximale Gesamtlänge (TL) gibt Fishbase 3,5 cm an. Das von Vogt beschriebene Weibchen hat eine Standardlänge von 1,3 und eine Gesamtlänge von 1,7 cm. Nach ihm sind die Männchen feuerrot, die Weibchen orange, sie können aber ebenfalls rötlich werden. Hinter dem Kopf verläuft eine gegenüber Boraras urophthalmoides eher keulenförmige schwarze Längsbinde. Eine darüber verlaufende rote Längsbinde umgibt ähnlich einem Nadelöhr den vorderen Teil. Über der roten Binde zieht sich eine feine dunkle Längsbinde bis auf den Beginn des Schwanzstiels. Auf der Schwanzflosse befinden sich rote Flecken, Teile der Rückenflosse und Afterflosse sind ebenfalls rot.
- Flossenformel: D I–II/5–6, A I–II/5[1]

## Lebensraum und Lebensweise
Vogt fand die Tiere in der Trockenzeit Anfang Juli sowohl in Colafarbenem, als auch in glasklarem Wasser. Moskitobärblinge bevorzugen die unteren bis mittleren Flussflussabschnitte, typischerweise durch Sümpfe und langsam fließende Bäche gekennzeichnet, wo sie in Schwärmen vorkommen. Sie halten sich bevorzugt in Bodennähe auf und sind Allesfresser die hauptsächlich Insekten und kleine Gliederfüßer fressen. In Schwarzwasser kommen Moskitobärblinge gemeinsam (Syntop) mit Boraras merah vor, sie scheinen jedoch toleranter und kommen auch in braunen, sauren Bächen und Sümpfen vor.

## Aquaristik
Moskitobärblinge sind lebhafte Schwarmfische die zu den kleinsten Karpfenartige gehören. Die Tiere sind jedoch sehr empfindlich. Schon die geringste Belastung auf den Körper kann sie töten, so dass Fang und Handhabung besonders anspruchsvoll sind.